# Crush Tears
Crush Tears fue una unidad musical de rock creada por la seiyū y cantante Yū Kobayashi, que inició formalmente sus actividades en febrero del 2010.

## Historia
En el año 2009, el compositor y letrista Ryo —líder del grupo Supercell— se había unido a la cantante como guitarrista. Continuaron con la colaboración de varios músicos hasta agosto de 2010, cuando se unieron a la banda el bajista Takuma y el baterista y percusionista Kei Yamazaki. El proyecto musical finalizó en enero del año 2011.

## Miembros
- YU (Yū Kobayashi) - Voz
- RYO - Guitarra

### Colaboradores
- TAKUMA - Bajo eléctrico
- KEI (Kei Yamazaki) - Batería
- Naomi Tamura - Letrista

## Discografía

### Álbumes de estudio
| Fecha de lanzamiento | Álbum         | Oricon |
| -------------------- | ------------- | ------ |
| 25 de agosto de 2010 | Crush Tears I | #131   |

### Sencillos
| Fecha de lanzamiento    | Título                         | Oricon |
| ----------------------- | ------------------------------ | ------ |
| 17 de febrero de 2010   | Senkō no Matataki (閃光の瞬き) | #64    |
| 7 de julio de 2010      | Communication Breakdown        | #82    |
| 15 de diciembre de 2010 | LOVE LOVE SHOW/Shangri-La      | #137   |

## Otras apariciones

### Televisión
- Anison Plus (TV Tokyo, 15 de febrero y 12 de abril de 2010)
- Anime Seijin (Chiba TV, 3 de julio de 2010)
- Anison-Plus (TV Tokyo, 21 de septiembre de 2010)

### Radio
- Mu-Komi+Plus (Nippon Broadcasting, 8 de junio de 2010)
- A & G Media Station Komu Chat Countdown (Cultural Broadcasting, 3 de julio de 2010)
- Terajima Naomasa Radio Punch! (Cultural Broadcasting, 14 de julio de 2010)
- YU no Crush Radio (Cultural Broadcasting "A&G Super Radio Show! - Anispa", del 7 al 28 de agosto de 2010)
- ON8 (Bay FM, 21 de diciembre de 2010)

### En vivo
- Crush Tears Debut Live (20 de marzo de 2010, Shibuya Eggman)
- Crush Tears 1st Live at Ebisu Liquid Room (31 de julio de 2010, Ebisu Liquid Room)
- Crush Tears 2nd Live 1219 ROCK HUNTER (19 de diciembre de 2010, Gotanda Yu-Potto Hall)[5]

### Eventos
- Animelo Summer Live 2010 -evolution- (Saitama Super Arena, 29 de agosto de 2010)